# Makapansgat
Makapansgat es un yacimiento arqueológico en el valle de Makapansgat, al noreste de Mokopane (Potgietersrus) en la provincia de Limpopo, Sudáfrica, que forma parte de la Cuna de la Humanidad, del lugar Patrimonio de la Humanidad designado por la Unesco desde el año 2005. Es un importante sitio paleontológico con fósiles de Australopithecus que se remontan a alrededor de tres  millones de años.

## Historia
Durante trabajos en el yacimiento minero de piedra caliza durante los años 1920 quedaron expuestos  restos fosilizados. Las primeras excavaciones en Makapansgat fueron llevadas a cabo en  1947 por Raymond Dart.

## Hallazgos
En Makapansgat se descubrieron numerosos fósiles de Australopithecus. También uno de los ejemplos más tempranos de manuport, el canto de Makapansgat.